# Jodopsyna
Jodopsyna (łac. iodopsinum, fiolet wzrokowy) – barwnik światłoczuły (ulegający przemianie fotochemicznej) znajdujący się w czopkach siatkówki oka, uczestniczący w powstawaniu wrażeń barwnych (widzenie fotopowe). W trzech różnych typach czopków siatkówki znajdują się kompleksy retinalu z jednym z trzech białek – analogów opsyny (fotopsyny). 
Analogicznym barwnikiem występującym w pręcikach siatkówki, uczestniczącym w widzeniu zmierzchowym (skotopowym) jest rodopsyna (purpura/czerwień wzrokowa).